# Бо Силай
Бо Силай (кит. трад. 薄熙來, упр. 薄熙来, пиньинь Bó Xīlái; род. 3 июля 1949 года, Бэйпин (Пекин) — китайский государственный и политический деятель, член Политбюро ЦК КПК 17 созыва (2007—2012). В 2007—2012 годах — глава Чунцинского горкома КПК, до этого в 2004—2007 годах — министр торговли КНР, в 2001—2004 годах — губернатор провинции Ляонин. В результате серии скандалов в марте 2012 года потерял свои должности члена Политбюро и главы горкома Чунцина, а в сентябре того же года был исключён из ЦК КПК и партии. Как отмечалось ТАСС, «„Дело Бо Силая“ стало первым в череде крупных разоблачений в высших политических кругах КНР».

## Биография
Сын Бо Ибо, одного из «восьми бессмертных» КПК. Благодаря своему происхождению относился к так называемым «красным принцам» в КПК. В молодости состоял в студенческой организации хунвэйбинов, которая была создана непосредственно Мао Цзэдуном. Утверждается, что, критикуя своего отца — Бо Ибо, Бо Силай даже избил его, сломав три ребра.
Его карьера политика началась в 1990-х годах с поста мэра прибрежного экономического центра — города Далянь, а затем и губернатора провинции Ляонин.
Во время своего руководства Чунцином Бо возглавлял кампанию по борьбе с организованной преступностью, восстановлению эгалитарных социальных программ для рабочего класса города, планировал мероприятия способствующие росту ВВП. по утверждению «The Epoch Times» (дек. 2012), за время его руководства в Чунцине было уволено более 2 тыс. городских чиновников. Популистская риторика Бо и достижения его «Чунцинской модели» были направлены на рынок страны, экономические реформы и уменьшение разрыва в уровне благосостояния. Он также развернул кампанию по возрождению культурной революции эпохи «красной культуры», благодаря чему получил особую популярность. Поощрял хоровое пение революционных песен и походы по местам боевой славы КПК.
Бо Силай указывается лидером течения в КПК, отреагировавшим на растущее социальное расслоение так называемой революционной кампанией. (Можно отметить в связи с этим, что премьер Вэнь Цзябао на последней перед своей отставкой сессии Всекитайского собрания народных представителей заявил об опасности новой Культурной революции.)
Бо являлся перспективным китайским политиком, готовящимся войти в ядро нового пятого поколения лидеров КНР, он считался одним из главных кандидатов в малочисленный постоянный комитет Политбюро ЦК КПК 18-го созыва (мало того, существует версия, что фракция Цзян Цзэминя именно в нём видела своего кандидата на пост генсека ЦК КПК, или, по компромиссному варианту, вместе с членством в Посткоме он должен был получить должность секретаря политико-правовой комиссии ЦК КПК на смену Чжоу Юнкану). До 17 съезда партии (2007) высказывались предположения, что с поста министра он мог перейти на пост вице-премьера, с дальнейшей претензией на пост главы правительства на смену Вэнь Цзябао. С его избранием в состав Политбюро в 2007 году его указывали в числе членов, считавшихся близкими к верховному лидеру Китая Ху Цзиньтао.
По утверждению «The Epoch Times», Ван Лицзюнь (о нём будет далее) характеризовал Бо Силая как «очень ненасытного к власти и очень ревнивого», дескать он полагал себя «во всех отношениях» достойней Си Цзиньпина (преемника Ху Цзиньтао, тогдашнего его заместителя) и высказывал свои претензии на должность верховного лидера.
Его политическая карьера внезапно прервалась после серии скандалов, случившихся в 2012 году. «Правая рука» Бо Силая, вице-мэр Чунцина Ван Лицзюнь был обвинён в организации прослушки телефонного разговора между председателем КНР Ху Цзиньтао и одним из чиновников, занимавшихся борьбой с коррупцией в Чунцине. Ван Лицзюнь пытался получить убежище в генконсульстве США города Чэнду, но получил отказ и на выходе из консульства был арестован. Другим скандалом, нанёсшим удар по репутации Бо Силая стало обвинение его жены Гу Кайлай в убийстве британского бизнесмена Нила Хейвуда — 15 ноября 2011 года он был отравлен цианидом в одном из отелей Чунцина. По версии следствия, Гу Кайлай пошла на убийство британца по причине «конфликта на почве экономических интересов» Хейвуда с её сыном Бо Гуагуа. Бо Силай, используя своё положение, пытался замять следствие. В результате в марте 2012 года он был отстранён от должности секретаря горкома Чунцина и выведен из состава Политбюро ЦК КПК. 20 марта, сразу после завершения недельной сессии Всекитайского собрания народных представителей, в которой Бо Силай принимал участие и в результате которой лишился своих постов, китайский политик был задержан Центральной комиссией КПК по проверке дисциплины и допрошен. 20 августа 2012 года жена Бо Силая Гу Кайлай была признана виновной в предумышленном убийстве и приговорена к смертной казни с отсрочкой приговора на два года.
Существует версия, по которой опубликование в 2012 году компрометирующей информации о якобы значительных состояниях Си Цзиньпина (29 июня 2012 года агентством Bloomberg) и Вэнь Цзябао (26 октября 2012 года в газете «New York Times») имело своё происхождение от сторонников поверженного Бо Силая. Так, работающий в Гонконге французский профессор Жан-Пьер Кабестан говорил об этом как о «попытке окружения Бо Силая облить грязью реформаторов». Интересно, что ещё в феврале 2012 года «The Epoch Times» считала несомненным то, что Бо Силаем собраны «все виды доказательства коррумпированности действующих лидеров КПК, включая Ху Цзиньтао и Вэнь Цзябао и их детей», и что пока Ху Цзиньтао «не трогал его, Бо не предал бы гласности эти материалы».

## Исключение из КПК
В сентябре 2012 года Бо Силай был исключён из компартии, в октябре — из состава Всекитайского собрания народных представителей. В результате он лишился депутатской неприкосновенности, дававшей ему иммунитет от судебного преследования. Его обвиняют в коррупции в период, когда он ещё был чиновником в провинции Ляонин. Помимо коррупции, Бо также обвиняют в превышении служебных полномочий, причастности к убийству, неподобающих отношениях с женщинами и других преступлениях.
«The Epoch Times» (ноябрь 2012), ссылаясь на живущего ныне в США Чэн Сяонуна, бывшего помощника свергнутого лидера КПК Чжао Цзыяна, отмечает, что с низложением Бо Силая был нанесен удар по части так называемой клики красных принцев в КПК, которые претендовали на руководство партией в силу своего происхождения, «Бо представлял многих красных принцев второго поколения», — отмечал Чэн. То, что скандал с Бо Силаем оказался ударом по группировке «принцев», отмечалось и другими наблюдателями.

## Уголовное дело
В июле 2013 года против Бо Силая были выдвинуты официальные обвинения в превышении должностных полномочий и коррупции. Бо Силай был причислен к группировке, получившей название «Новая банда четырёх».
22 августа 2013 года начался судебный процесс в суде средней ступени города Цзинань. Бо был признан виновным по всем пунктам обвинения. 21 сентября суд приговорил его к пожизненному лишению свободы. Бо Силай подал апелляцию на приговор.